# Monestir de Novodévitxi

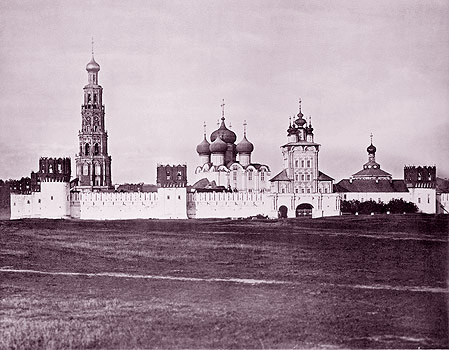
Monestir de Novodévitxi (fotografia del)

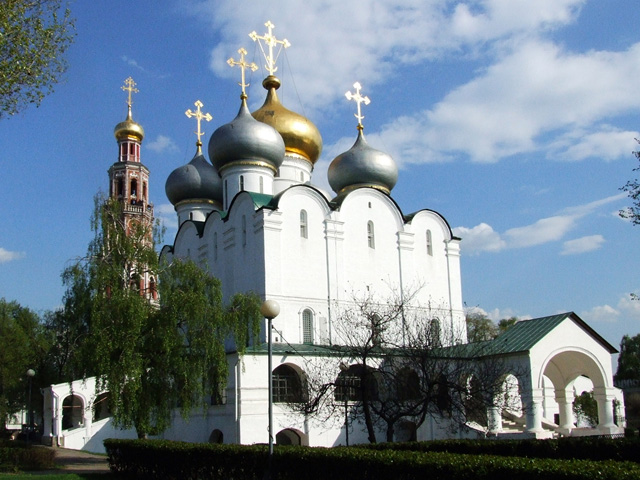
Catedral de la Mare de Déu de Smolensk

El monestir o convent de Novodévitxi (en rus Новодевичий монастырь, Novodévitxi monastir), també conegut com el monestir de Bogoróditsa-Smolenski (Богородице-Смоленский монастырь, Bogoróditse-Smolenski monastir) és, probablement, el monestir més conegut de Moscou. El seu nom, moltes vegades traduït com el Monestir de les Noves Verges (o el Convent de les Donzelles Novícies), va ser creat per diferenciar-lo de l'antic Convent de les Donzelles, nom amb el qual es coneixia el monestir de Txúdov, al Kremlin. A diferència d'altres monestirs moscovites, ha estat virtualment intacte des del segle xvii. El 2004 va ser proclamat Patrimoni de la Humanitat per la UNESCO.